# 小行星7704
小行星7704（7704 Dellen）是一颗绕太阳运转的小行星，为主小行星带小行星。该小行星于1992年3月1日发现。

## 轨道参数
小行星7704的轨道半长轴为2.6547971 UA，离心率为0.061。